# Les Anges prennent Manhattan
Les Anges prennent Manhattan (The Angels Take Manhattan) est le cinquième épisode de la septième saison de la deuxième série de la série télévisée britannique de science-fiction Doctor Who, diffusé sur BBC One le 29 septembre 2012.

## Résumé
Dans la séquence pré-générique, un détective privé du New York des années 1930 est recruté par un homme inquiétant appelé Grayle pour enquêter sur des « statues qui bougent » à une certaine adresse. Là, il trouve une version plus âgée de lui-même sur son lit de mort. Poursuivi par les Anges Pleureurs sur le toit du bâtiment, l'homme se retrouve face à la statue de la Liberté elle-même, qui s'est déplacée et grimace dans sa direction.
Le Docteur, Amy et Rory profitent d'un pique-nique à Central Park dans le New York contemporain. Le Docteur est en train de lire un roman policier des années 1930 tandis que Rory part acheter des cafés. Pour la plus grande surprise du Docteur et d'Amy, Rory apparaît dans le roman alors que le Docteur est en train de le lire. Le Docteur et Amy continuent à lire le roman en synchronicité avec les événements du passé, alors que Rory est rejoint par la narratrice qui s'avère être River Song. Ils sont tous les deux enlevés par les hommes de main de Grayle. River dit à Rory que New York est la proie de distorsions temporelles inhabituelles qui empêcheraient le TARDIS de se poser à cette époque. Le Docteur pendant ce temps décide de ne plus lire le roman, dont l'auteur est « Melody Malone », un pseudonyme utilisé par River pour enquêter sur les Anges Pleureurs dans le New York des années 1930. Il craint de se retrouver forcé à suivre l'intrigue une fois qu'il la connaît.
Grayle fait enfermer Rory dans sa cave avec des Anges Pleureurs sous forme d'angelots tandis que River est emmenée dans son bureau blindé. Les informations qu'elle fournit grâce au livre permettent au Docteur de lui envoyer un message en le faisant écrire sur un vase chinois ancien, et elle active alors une balise d'atterrissage, ce qui permet au Docteur de guider le TARDIS jusqu'à Grayle. Pendant ce temps Grayle a montré à River un Ange Pleureur endommagé, qui fait partie de sa collection, et lui a permis de saisir le poignet de River afin de lui soutirer des informations sur les Anges. Amy déduit que River écrira le livre, et bien qu'elle fasse attention à ne pas lire trop d'informations, elle devine qu'elle doit y avoir laissé des indices, et ils finissent par découvrir le lieu de détention de Rory à l'aide des titres des chapitres. Cependant, tandis que Amy y court, le Docteur découvre que le dernier chapitre est consacré aux adieux d'Amy et se met à paniquer. Troublé, il dit à River de se libérer de l'Ange sans se casser le poignet, comme Amy l'a déjà lu dans le livre, ce qui en fait un point fixe du temps. Le Docteur rejoint Amy et découvre que Rory est arrivé à bout de ses allumettes et sans moyen de voir les Anges il a été attrapé par eux. River apparaît, s'étant apparemment libérée sans dommage de l'Ange, et bientôt ils localisent Rory près de là dans l'immeuble Winter Quay : de façon inhabituelle, il a été déplacé non dans le temps mais dans l'espace. Mais quand ils s'élancent pour partir, le Docteur saisit la main de River et comprend que son poignet est brisé. Comprenant que les événements du livre continuent à se réaliser, le Docteur utilise son énergie de régénération pour guérir River.
Dans l'immeuble, Rory est attiré vers un appartement qui porte son nom, alors que ses compagnons le retrouvent. Dans l'appartement, ils trouvent une version âgée de Rory sur son lit de mort, appelant Amy avant de s'éteindre. Le Docteur comprend que le sort de Rory est à présent scellé, et déduit que les Anges ont utilisé cet immeuble New-Yorkais à maintes reprises comme une sorte de ferme d'élevage, obligeant leurs victimes à y vivre une vie de solitude, tandis que les Anges se repaissent de leur énergie. Rory et Amy refusent d'accepter ce sort, insistant sur le fait qu'ils pourront toujours échapper aux Anges. Le Docteur et River sont d'accord, et les aident à distraire les Anges qui convergent sur eux.
Amy et Rory atteignent le toit de l'immeuble, où la statue de la Liberté, un Ange géant elle-même, les attend pour transporter Rory dans le passé. Rory comprend qu'il n'y a qu'une seule issue - s'il mourait en sautant du toit avant que les Anges ne le saisissent, un paradoxe serait créé, mettant un terme à leur méthode de chasse et les effaçant de l'existence. Plutôt que de le pousser comme il le demande, Amy décide de sauter avec lui, et alors que le Docteur et River atteignent le toit, ils sautent, créant un paradoxe et faisant dispaître les Anges.
Tous quatre se retrouvent à nouveau dans le New York contemporain dans un cimetière, et le Docteur fait la remarque qu'avec le paradoxe, il ne peut plus voyager vers ce point du temps sans courir le risque de détruire New York. Alors que les autres entrent dans le TARDIS, Rory remarque une pierre tombale portant son propre nom - quelques instants avant d'être touché par un Ange survivant et de disparaître dans le passé. Amy, désespérée, finit par se convaincre que si elle est touchée par le même Ange, il pourrait l'envoyer à la même époque à laquelle il a envoyé Rory. Elle dit au revoir à River tout en pleurant. Le Docteur essaie de la convaincre de n'en rien faire, sachant qu'il ne peut pas retourner vers ce passé pour la revoir, mais River lui dit qu'elle doit y aller. Amy dit finalement adieu à « l'homme débraillé » - surnom qu'elle avait donné au Docteur - tandis qu'elle se retourne pour lui faire face et laisser l'Ange la prendre. La pierre tombale se modifie pour refléter la présence d'Amy dans le passé aux côtés de Rory, où ils sont morts tous les deux à un âge avancé.
Dans le TARDIS, le Docteur, très sombre, propose à River de voyager avec lui, ce qu'elle accepte de faire, « mais pas tout le temps ». Il comprend aussi qu'elle doit transmettre le manuscrit du texte à Amy pour le publier, et trouve un épilogue à son intention écrit par Amy. Dans ce texte, Amy lui dit que Rory et elle l'aiment et lui assurent qu'ils ont vécu une bonne et heureuse vie ensemble. Elle demande aussi qu'il rende une autre visite à la version plus jeune d'elle-même pour lui dire qu'il reviendra pour elle et pour l'emmener dans des voyages extraordinaires. Alors que l'épisode s’achève, la jeune Amelia Pond attend le Docteur dans son jardin, regardant vers le ciel en entendant le son des moteurs du TARDIS.

## Distribution

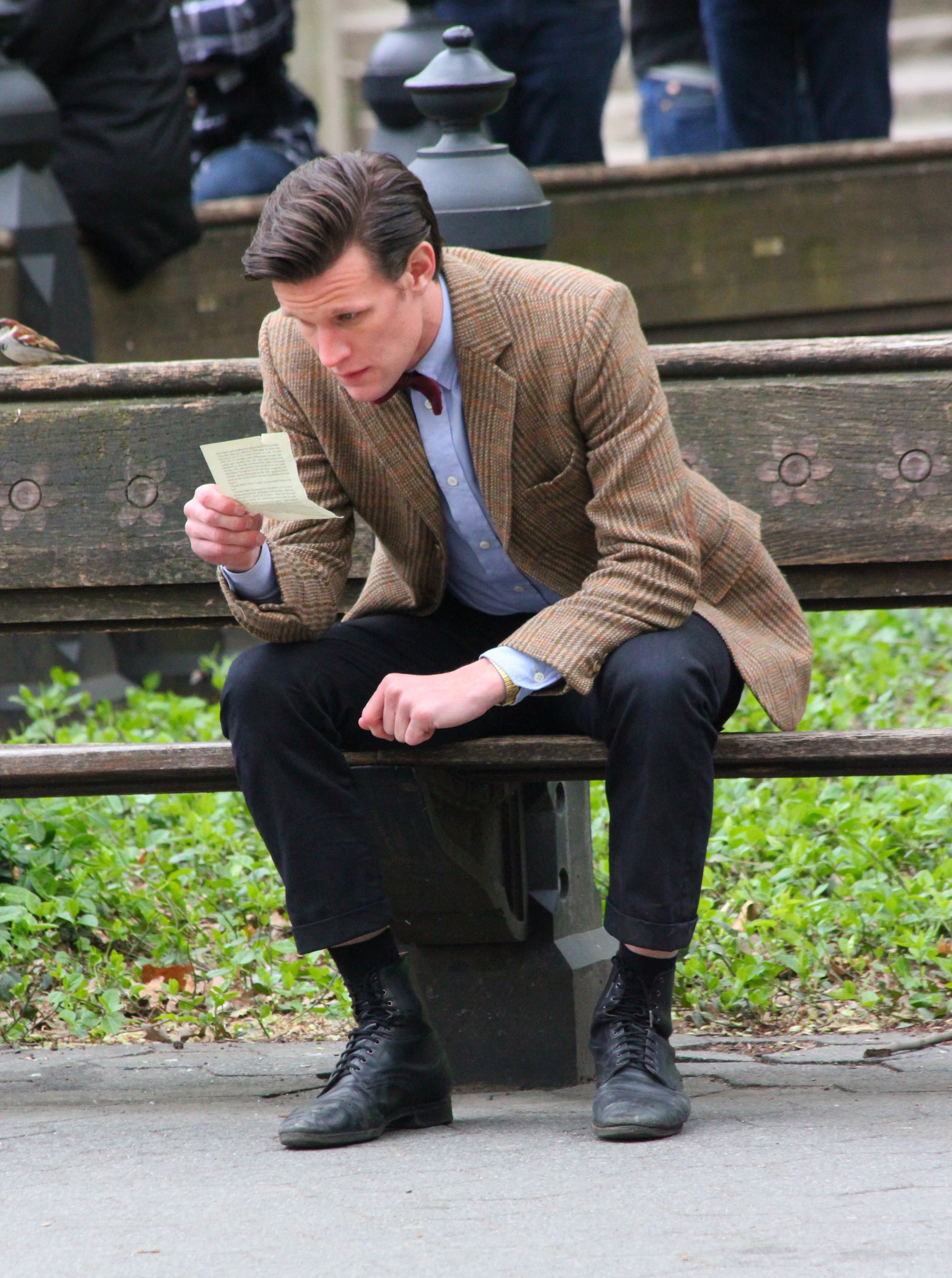
Matt Smith durant le tournage de l'épisode à Central Park, New York.

- Matt Smith : Le Docteur
- Karen Gillan : Amy Pond
- Arthur Darvill : Rory Williams
- Alex Kingston : River Song
- Mike McShane : Grayle[2]
- Rob David – Sam Garner[2]
- Ozzie Yue (en) – Foreman[2]
- Bentley Kalu – Hood 1[2]
- Burnell Tucker – Garner âgé[2]

### Version française
- Version française - Dubbing Brothers
- Adaptation - Olivier Lips et Rodolph Freytt
- Direction artistique - David Macaluso
- Mixage - Marc Lacroix

Avec les voix de
- Marc Weiss - Le Docteur
- Xavier Elsen - Rory Williams
- Audrey d'Hulstère - Amy Pond
- Manuela Servais - River Song
- Jean-Paul Landresse - Grayle
- Nicolas Matthys - Garner

## Continuité
- River explique qu'elle est maintenant devenue professeur, ce qui place l'action entre les doubles épisodes Le Labyrinthe des Anges où elle n'avait que le titre de Docteur[3] et La Bibliothèque des ombres.
- Les flashbacks montrant Amelia Pond attendant le Docteur sont tirés de l'épisode Le Prisonnier zéro[3].
- Ceci est le dernier épisode avec Amy et Rory.
- Le Docteur fait référence au changement récent de l'ampoule de son TARDIS, ce qu'il a fait dans le mini épisode Pond Life.

## Production

### Scénarisation
C'est en décembre 2011 que Steven Moffat, showrunner de la série Doctor Who annonce qu'Amy et Rory partiront lors de la 7e saison dans des circonstances « émouvantes ». Le départ d'Amy était une décision commune entre Moffat et l'actrice Karen Gillan qui souhaitait que son personnage ait une véritable fin qui exclurait son retour dans la série afin de donner plus d'impact à sa scène finale,. Moffat expliquera que l'idée d'écrire le départ d'Amy et de Rory exerça sur lui une « immense pression ». Il dit plus tard avoir "complètement changé" la fin qu'il avait écrite initialement, trouvant que celle-ci n'arrivait pas à être émouvante. Au départ, Moffat voulait faire un épisode ayant les Dalek pour ennemi, mais il sentit que les Anges Pleureurs colleraient bien plus et s'est intéressé à donner de nouveaux types d'Anges tels que les chérubins. Il avoua aussi que depuis que les Anges ont fait leur apparition dans leur épisode consacré, plusieurs personnes lui ont suggéré l'idée selon laquelle la statue de la Liberté pourrait être elle aussi un Ange Pleureur.
Karen Gillan refusa d'ailleurs de lire le script plusieurs semaines après l'avoir reçu, attendant le dernier moment pour « que cela devienne réel » et avoue lors d'une interview qu'elle était en pleurs au moment de la lecture, même si elle « n'aurait pas pu demander une meilleure façon de partir ».

### Tournage
La préparation de l'épisode eut lieu à Cardiff au Upper Boat Studios, le 23 mars 2012, en même temps que celle du premier épisode de la saison « L’Asile des Daleks ». La scène où Amy et Rory sont sur un toit fut filmée dans un parking au pays de Galles, avec un fond vert afin de pouvoir y ajouter les toits de New York. Afin de créer l'effet du couple en train de plonger, Karen Gillan et Arthur Darvill furent suspendus la tête en bas par des câbles et tractés plusieurs fois de haut en bas,.
C'est la deuxième fois, après le double épisode d'ouverture de la saison 6, « L'Impossible Astronaute » qu'un épisode de la série est tourné aux États-Unis. Ainsi, une grande partie de l'épisode fut filmée en avril 2012 à Central Park en plein centre de New York. L'équipe de tournage rencontra une foule de fans américains, ce qui surprit les trois acteurs principaux, s'imaginant que la série n'était pas très connue en dehors du Royaume-Uni. D'autres scènes, mettant en scène de vieilles voitures, furent tournées de nuit en ville. Selon Steven Moffat, l'atmosphère de New York est parfaite pour les Anges Pleureurs et décrit la ville comme « une scène différente » pour filmer un épisode de Doctor Who en particulier par son architecture.
Selon le producteur Marcus Wilson, la semaine passée à filmer à New York fut « peu coûteuse par rapport aux standards américains » et aucune construction du TARDIS ou des Anges ne fut ramenée sur place, tout ayant été ajouté lors de la post-production.
Bien que cet épisode marque le départ d'Amy et de Rory de la série, le dernier épisode de Doctor Who que tournèrent Karen Gillan et Arthur Darvill fut L’Invasion des cubes, l'épisode précédent.
L'épisode fut aussi tourné à l'Université de Bristol et à l'Université de Cardiff, ainsi qu'au cimetière de Llanelli sur lequel furent ajoutés les gratte-ciels de New York en arrière-plan lors de la post-production.

### Post-production
Dans les 5 premiers épisodes de la saison 7 la texture du logo de Doctor Who dans le générique change,.
Dans celui-ci, c'est la texture de la couronne de la statue de la Liberté qui apparaît.
Après le générique, l’épisode commence sur l'air de la chanson Englishman in New York (« un Anglais à New York ») chantée par Sting.

### Scène non tournée
Une scène écrite par le scénariste Chris Chibnall montrant le père de Rory, Brian (joué par Mark Williams), lisant une dernière lettre d'Amy et Rory, ne fut pas tournée. La scène devait initialement être un bonus DVD mais elle ne fut jamais tournée à cause de l'indisponibilité de Mark Williams.
La BBC décida toutefois d'en sortir une version sous forme de storyboard animé avec une narration d'Arthur Darvill. Cet épisode « bonus » fut intitulé « P.S. » et fut rendu disponible le 12 octobre 2012. La scène a lieu une semaine après les événements de « L’Invasion des cubes », quand Brian reçoit un mystérieux homme nommé Anthony et ayant une lettre pour lui. La lettre est un message de Rory expliquant qu'ils ne se reverront jamais. Elle explique aussi qu'Anthony est leur fils et qu'ils l'ont adopté en 1946.

### Marchandising
Le 4 octobre 2012, BBC Books sortit sous forme de livre numérique The Angel's Kiss: A Melody Malone Story (« le baiser d'un ange : une aventure de Melody Malone ») le livre que le Docteur est censé lire et formant une sorte de préquelle à l'épisode.

## Diffusion et réception
Les Anges prennent Manhattan fut diffusé pour la première fois au Royaume-Uni le 29 septembre 2012. Les premiers chiffres d'audience donnèrent un nombre de 5,9 millions de téléspectateurs et les audiences totales se consolidèrent sur 7,82 millions de téléspectateurs ce qui en fit le 13e programme le plus regardé de la semaine à la télévision anglaise. L'épisode reçut près de 0,92 million de requêtes sur l'iPlayer de la BBC, un score assez bas qui s'explique par le fait que l'épisode n'est resté disponible que quelques jours.
L'épisode eut un index d'appréciation de 88, le deuxième score le plus haut de la saison après L’Asile des Daleks (89).

### Réception critique
L'épisode fut en général bien accueilli par la critique. Dan Martin en écrivit une critique plutôt positive dans le journal The Guardian : « C'est la fin parfaite d'un âge d'or de la série, et bravo à Steven Moffat pour nous avoir raconté une histoire si prenante et émouvante avec autant de style. » Il loua l'invention des chérubins et l'apparition des Anges à New York. Il avoue avoir été déstabilisé en connaissant à quelle époque de la vie de River, l'épisode se situait. Gavin Fuller du Daily Telegraph donne une note de 5 étoiles sur 5 à l'épisode, estimant que « Les Anges prennent Manhattan conclut cette mini-saison avec un épisode que l'on peut facilement qualifier d'être le meilleur des cinq : puissant, intense, irrésistible, filmographique, émouvant, ré-établissant les Anges comme des ennemis puissants dans la série et donnant à Amy Pond un bon final. » Il loua le jeu des quatre acteurs même s'il estime que Gillan reste la meilleure et que Rory « n'est pas laissé en reste ». Keith Phipps du site The A.V. Club donne à The Angels Take Manhattan un A, attribuant son succès à la « façon dont l'épisode donne du sens à une aventure tordue et une émouvante histoire de départ ».
Un autre critique du Guardian, Sam Wollaston, estime positivement le potentiel effrayant de l'épisode autant que son côté triste. Neela Debnath du quotidien The Independent décrit cet épisode comme un « merveilleux chant du cygne pour le duo » et vanta particulièrement la réalisation faite avec beaucoup de style et la mise en scène du danger. Selon elle, le seul défaut concerne « la règle selon laquelle le temps ne peut pas être changé si l'on sait ce qu'il va arriver… il est préférable de ne pas se poser de question, d'accepter le méli-mélo temporel et d'apprécier l'aventure ». Sur IGN Matt Risley mit à l'épisode la note de 9/10, qui « réussit à avoir une fin émouvante et touchante, pour les compagnons du TARDIS étant restés le plus longtemps (depuis le retour de la série en 2005, évidemment) et constitue le meilleur épisode de la saison jusqu'ici. » Il admet seulement qu'il reste « quelques questions non résolues ».
On retrouve le même genre de critique dans l'article de Morgan Jeffery du site Digital Spy, qui, bien qu'ayant donné 5 étoiles sur 5 à l'épisode, regrette toutefois « quelques failles... et des coïncidences un poil trop convenantes » et un départ de Rory qui manque d'héroïsme. Il apprécie particulièrement le cheminement vers le départ d'Amy et de Rory tout autant que la « superbe construction des décors ». Dave Golder du magazine SFX récompense l'épisode avec 4 étoiles sur 5, affirmant que le « départ amer » du couple Pond distrait le téléspectateur des nombreux problèmes narratifs, comme le déplacement de la statue de la Liberté. Il trouve cependant que Karen Gillan et Arthur Darvill sont « au top de leur forme » tout comme un « Matt Smith brillant » et une River « bien moins “over-the-top” » et reste positif sur la noirceur de l'épisode et l'utilisation par les Anges du Winter Quay comme un système de batteries. Maureen Ryan du Huffington Post fut bien plus critique au sujet de l'épisode, trouvant que la promotion internationale de la série s'est faite au détriment de la qualité d'écriture. Elle estime qu'Amy méritait un meilleur départ, qu'elle trouve « gâché par la présence distrayante de River Song et par l'impression que Rory est celui qui a fait le choix crucial en premier. » Elle dit détester personnellement « le méli-mélo temporel » de l'épisode, le ton « imposant du réalisateur couplé à une envie de faire du film noir », des Anges « bien moins menaçants » et « un tout un peu trop frénétique ».

## Liens
- (en) Les Anges prennent Manhattan sur l’Internet Movie Database
- "The Angels Take Manhattan". critique de l'épisode sur le site Daily Mars